# 職業訓練指導員 (建設機械科)
職業訓練指導員 (建設機械科)（しょくぎょうくんれんしどういん けんせつきかいか）は、職業訓練指導員免許のうちの1つ。厚生労働省管轄。

## 受験資格
職業訓練指導員免許の受験資格と試験免除を参照。
建設機械科においては、建設機械施工の技術検定合格者は実務経験不要。さらに建設機械施工の1級の技術検定合格者は、「系基礎学科」、「専攻学科」の各試験が免除され、「指導方法」の学科試験と「実技」のみでよい。

## 試験科目

### 学科試験
1. 指導方法（職業訓練原理、教科指導法、訓練生の心理、生活指導及び職業訓練関係法規）
2. 関連学科
  1. 系基礎学科
    1. 機械工学（機械要素　機構　熱力学　機械製図）
    2. 工作法（板金加工法　溶接法　塗装法　機械加工法　測定法及び試験法　材料）
    3. 安全衛生（安全管理　衛生管理）

  2. 専攻学科
    1. 建設機械（建設機械　原動機）
    2. 運転整備法（整備法　運転法　検査法　関係法規）

### 実技試験
1. 建設機械運転整備